# Casino de Manresa
El Casino de Manresa és un edifici modernista situat al punt més cèntric del passeig de Pere III de Manresa (Bages), obra d'Ignasi Oms i Ponsa. Va ser durant molts anys seu del centre social de la burgesia de la ciutat. Actualment és la seu de la Biblioteca Comarcal. És una obra declarada Bé Cultural d'Interès Nacional.

## Descripció

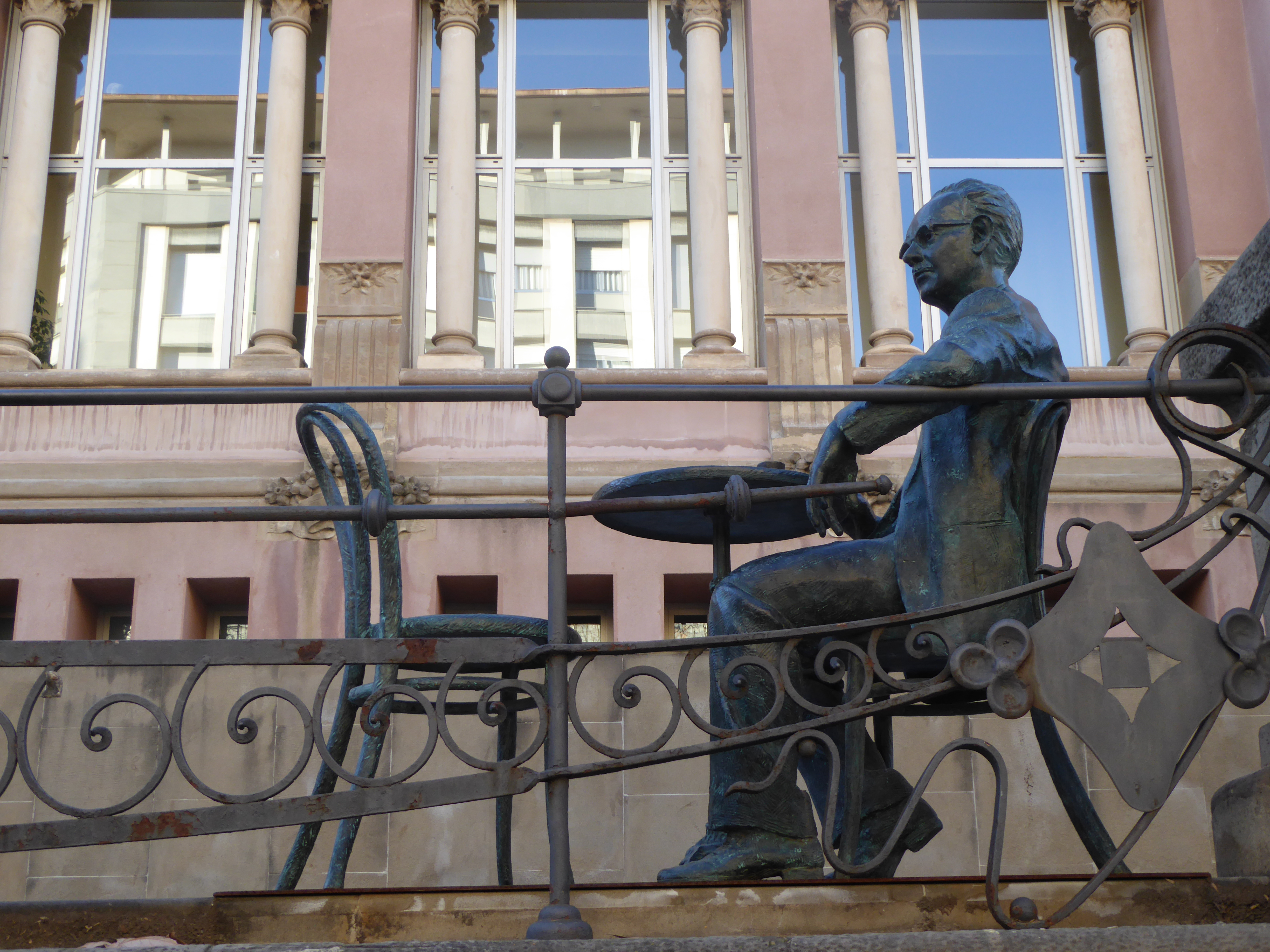
Façana del Casino de Manresa al Passeig Pere III de Manresa

El Casino està ubicat al centre neuràlgic de la població i ocupa un solar de 66.000 pams quadrats. És un edifici de grans dimensions, amb la façana alineada al Passeig, de planta rectangular i simètrica, que consta de semi-soterrani, entresòl i principal. És format per tres cossos, el central més destacat i els laterals perpendiculars a ell, articulats per dues escales situades als dos costats del cos central, el qual s'avança formant una tribuna semicircular. Les façanes són de composició simètrica, amb una gran profusió d'elements decoratius de tipus historicista, classicista i floral. La façana principal i la posterior estaven rodejades per uns jardins que ocupaven 84.000 pams quadrats.
L'edifici no fou totalment acabat, ni es respectà plenament el projecte original. L'entresol és una modificació que s'adiu poc amb la resta de l'edifici, feta l'any 1917 per l'arquitecte Josep Firmat a fi d'instal·lar-hi un bar. El 1919 fou inaugurada la terrassa que dona al Passeig. En la sala principal de l'ala sud, l'única que s'acabà d'acord amb el projecte, es pot apreciar, tot i el seu deteriorament, la rica decoració de tipus eclèctic i modernista. Molts dels elements decoratius, tant interiors com exteriors, restaren sense acabar. En el decurs dels darrers anys s'han dut a terme diverses obres de reforma i rehabilitació de l'edifici.

## Història
L'edifici fou bastit l'any 1906 per l'arquitecte manresà Ignasi Oms i Ponsa, deixeble de Domènech i Montaner. El 1917 es du a terme una reforma i s'inaugura el saló-cafè decorat per Firmat i el 1919 es construeix la nova terrassa (l'actual). Per desgràcia, l'edifici no s'acabà i restà en un estat de conservació força llastimós durant uns anys. El 1970 començà una llarga batalla per evitar-ne l'enderroc. Finalment, el 1985 els propietaris el van cedir a l'ajuntament de la ciutat, a condició que els permeti l'explotació comercial de certes zones de l'edifici, així com la construcció d'un edifici d'oficines i d'un pàrquing en el que havia estat el jardí posterior. Al mateix temps, l'Ajuntament n'ha cedit l'ús a la Generalitat de Catalunya perquè hi instal·li alguns serveis.